# Campionato nordamericano femminile di pallavolo 2013
Il campionato nordamericano femminile di pallavolo 2013 si è svolto dal 16 al 21 settembre 2013 a Omaha, negli Stati Uniti d'America. Al torneo hanno partecipato 9 squadre nazionali nordamericane e la vittoria finale è andata per la settima volta, la seconda consecutiva, agli Stati Uniti.

## Regolamento
Le nove squadre partecipanti sono state divise in tre gironi, disputando un girone all'italiana: al termine della prima fase le prime due classificate con il miglior punteggio hanno acceduto direttamente alle semifinali per il primo posto, la prima classificata con il peggior punteggio e le seconde classificate di ogni gironi hanno acceduto ai quarti di finale per il primo posto, mentre le ultime due classificate con il peggior punteggio hanno acceduto alla semifinale per il settimo. Le squadre sconfitte ai quarti di finale per il primo posto hanno acceduto alla finale per il quinto posto, mentre la squadra vincitrice della semifinale per il settimo posto ha acceduto alla finale per il settimo posto giocata contro la migliore terza classificata.

## Gironi
| Girone A                                     | Girone B                 | Girone C                      |
| -------------------------------------------- | ------------------------ | ----------------------------- |
| Costa Rica Rep. Dominicana Trinidad e Tobago | Cuba Messico Stati Uniti | Canada Porto Rico Saint Lucia |

## Fase finale

### Finali 1º e 3º posto
|  | Quarti di finale | Quarti di finale  | Quarti di finale |  |  | Semifinali | Semifinali      | Semifinali |  |  | Finale          | Finale          | Finale          |
|  |                  |                   |                  |  |  |            |                 |            |  |  |                 |                 |                 |
|  |                  |                   |                  |  |  | 1          | Rep. Dominicana | 3          |  |  |                 |                 |                 |
|  | 1                | Porto Rico        | 3                |  |  | 1          | Porto Rico      | 1          |  |  |                 |                 |                 |
|  | 2                | Messico           | 0                |  |  |            |                 |            |  |  | 1               | Rep. Dominicana | 1               |
|  |                  |                   |                  |  |  |            |                 |            |  |  | 1               | Stati Uniti     | 3               |
|  |                  |                   |                  |  |  | 1          | Stati Uniti     | 3          |  |  |                 |                 |                 |
|  | 2                | Canada            | 3                |  |  | 2          | Canada          | 0          |  |  | Finale 3° posto | Finale 3° posto | Finale 3° posto |
|  | 2                | Trinidad e Tobago | 0                |  |  |            |                 |            |  |  | 1               | Porto Rico      | 3               |
|  |                  |                   |                  |  |  |            |                 |            |  |  | 2               | Canada          | 0               |

### Finale 7º posto
|  | Semifinali | Semifinali  | Semifinali |      |   | Finale     | Finale | Finale |  |
|  |            |             |            |      |   |            |        |        |  |
|  | -          | -           | -          |      |   |            |        |        |  |
|  | -          | -           | -          |      |   |            |        |        |  |
|  | -          | -           | -          |      |   |            |        |        |  |
|  | -          | -           | -          |      | 3 | Costa Rica | 1      |        |  |
|  |            |             |            |      | 3 | Costa Rica | 1      |        |  |
|  |            |             | 3          | Cuba | 3 |            |        |        |  |
|  | 3          | Cuba        | 3          | Cuba | 3 | 3          |        |        |  |
|  | 3          | Cuba        |            |      |   |            |        |        |  |
|  | 3          | Saint Lucia | 0          |      |   |            |        |        |  |

## Podio

### Campione
Formazione: 1 Alisha Glass, 7 Cassidy Lichtman, 8 Lauren Gibbemeyer, 9 Kristin Richards, 10 Jordan Larson, 12 Kayla Banwarth, 13 Christa Harmotto, 14 Nicole Fawcett, 15 Kelly Murphy, 17 Lauren Paolini, 20 Jenna Hagglund, 24 Kimberly Hill, CT: Karch Kiraly

### Secondo posto
Formazione: 1 Annerys Vargas, 4 Marianne Fersola, 5 Brenda Castillo, 7 Niverka Marte, 8 Cándida Arias, 12 Karla Echenique, 14 Prisilla Rivera, 16 Yonkaira Peña, 17 Gina Mambrú, 18 Bethania de la Cruz, 19 Ana Binet, 20 Brayelin Martínez, CT: Marcos Kwiek

### Terzo posto
Formazione: 1 Debora Seilhamer, 6 Yarimar Rosa, 7 Stephanie Enright, 8 Ania Ruiz, 9 Áurea Cruz, 11 Karina Ocasio, 14 Natalia Valentín, 15 Génesis Miranda, 17 Sheila Ocasio, 18 Lynda Morales, 22 Laurie González, 23 Wilmarie Rivera, CT: José Mieles

## Classifica finale
| Classifica | Squadre           | Qualificazione      |
| ---------- | ----------------- | ------------------- |
|            | Stati Uniti       | Grand Champions Cup |
|            | Rep. Dominicana   |                     |
|            | Porto Rico        |                     |
| 4          | Canada            |                     |
| 5          | Messico           |                     |
| 6          | Trinidad e Tobago |                     |
| 7          | Cuba              |                     |
| 8          | Costa Rica        |                     |
| 9          | Saint Lucia       |                     |